# Wheeler Oakman
Wheeler Vivian Oakman (ur. 21 lutego 1890, zm. 19 marca 1949) – amerykański aktor filmowy.

## Wybrana filmografia
- 1914: The Spoilers
- 1918: I Love You
- 1920: The Virgin of Stamboul
- 1927: Hey! Hey! Cowboy
- 1928: Światła Nowego Jorku
- 1928: What a Night
- 1932: Teksaski cyklon
- 1932: Prawo dwóch pięści
- 1932: The Riding Tornado
- 1933: Rusty Rides Alone
- 1934: Szpieg nr 13
- 1937: Slaves in Bondage
- 1937: Bank Alarm